# Карабурун (Арнавуткёй)
Карабурун (тур. Karaburun — Чёрный мыс) — махалле (квартал) в европейской части Турции. Расположен на одноимённом мысе, вдающемся в Чёрное море. Административно относится к району Арнавуткёй в иле Стамбул.
Западнее расположено устье реки Богаз, вытекающая из озера Дурусу — так называемый Ложный Босфор, который можно было принять за узкое устье настоящего пролива Босфор.